# Peter Jugis
Peter Joseph Jugis (ur. 3 marca 1957 w Charlotte, Karolina Północna) – amerykański duchowny katolicki, biskup Charlotte w metropolii Atlanta w latach 2003–2024.

## Życiorys
Ochrzczony w rodzinnym mieście przez kapłana, który później został pierwszym ordynariuszem Charlotte. Studiował na Uniwersytecie Stanu Karolina Północna. Do kapłaństwa przygotowywał się w Kolegium Ameryki Płn. w Rzymie. W 1982 uzyskał dyplom z teologii na Uniwersytecie Gregoriańskim. Święcenia kapłańskie otrzymał 12 czerwca 1983 w bazylice św. Piotra w Rzymie z rąk papieża Jana Pawła II. W 1993 uzyskał doktorat z prawa kanonicznego na Katolickim Uniwersytecie Ameryki. Pracował w diecezjalnym trybunale ds. małżeństw.
1 sierpnia 2003 mianowany ordynariuszem rodzinnej diecezji. Sakry udzielił mu ówczesny metropolita Atlanty John Donoghue.
9 kwietnia 2024 papież Franciszek przyjął jego rezygnacje z pełnionego urzędu. 